# Lo mejor de... Salvatore Adamo
Lo Mejor de... es una compilación total de canciones del cantante Salvatore Adamo que el sello E.M.I. distribuyó a partir del año 2002 en Chile. Consta de 48 temas originales remazterizados digitalmente que abarcan gran parte de la carrera del cantautor entre los años 1963 a 1975. Disco compacto doble totalmente en español.

## CD 1
1. Era una linda flor
2. Un mechón de tus cabellos
3. En bandolera
4. El tiempo se detiene
5. F...Femenina
6. Mis manos en tu cintura
7. Inch'allah
8. Una lágrima en las nubes
9. El amor se te parece
10. Nuestra novela
11. La noche
12. Muy juntos
13. Arroyo de mi infancia
14. Ya se durmió
15. Porque yo quiero
16. El anuncio
17. Mi rol
18. Marie la mer
19. Mañana en la luna
20. Como las rosas
21. Nada que hacer
22. En mi canasta
23. El lamento de los justos
24. Hay tantos sueños

## CD2
1. Cae la nieve
2. Tu nombre
3. Si el mar...
4. Ella...
5. Yo te ofrezco
6. Quiero
7. Historia del clavo
8. Amor, vuelve a mí
9. Sin siquiera hablar nunca de amor
10. Es mi vida
11. Dime, musa
12. Mi gran noche
13. Como siempre
14. Y sobre el mar
15. Ven en mi barco
16. Pequeña felicidad
17. Las bellas damas
18. Un año hará
19. Los campos en paz
20. Princesas y campesinas
21. Las joyas
22. Y después
23. Vals de verano
24. Se combate en cualquier lugar

- Datos: Q5978011